# Гальський Климентій Євгенович
Гальський Климентій Євгенович; нар. 4 грудня 1928 м. Артемівськ. Донецької області — ?) — працівник органів держбезпеки, полковник КДБ УРСР, український радянський письменник і публіцист, автор ідеологічно-пропагандистських робіт спрямованих проти українського національно-визвольного руху та українських церков, доктор історичних наук, один з авторів «Атеїстичного словника». Більш відомий під своїм псевдонімом Клим Дмитрук.

## Біографія
Народився 4 грудня 1928 м. Артемівськ. Донецької області. У 1941 році його батько радянський прикордонник загинув у бою німецькими частинами, що наступали. Разом із родиною перебував у німецько-нацистській окупації.
З 1944 року працював у органах держбезпеки. Брав участь у боротьбі проти Української Повстанської армії. Зокрема, брав участь у арештах Катерини Зарицької, Дарії Гусяк, Галини Дідик.

У 1950 — на початку 1960-х роках працівник Львівського управління КДБ, отримав звання майора. Спеціалізувався на боротьбі з українським дисидентським рухом. Вів справи Юрія-Богдана Шухевича (1958 р.), Левка Лук 'яненка (1960—1961), Івана Геля, Михайла Осадчого.
За свідченням Івана Геля, Гальський мав наступальний характер, був нахабним, цинічним і чинив колосальний психологічний тиск на людину.
Переведений до 4-го відділу КДБ УРСР у званні полковника, викладав на Вищих Курсах КДБ у Києві.
У 1970-х роках працював у науково-академічних структурах, отримавши наукові ступені кандидата і доктора історичних наук.
Автор низки пропагандистських робіт спрямованих проти ОУН-УПА, Української греко-католицької та Української автокефальної православної церков, діячів української політичної еміграції.
За непідтвердженими даними у 1990-х роках працював у податковій інспекції Печерського району міста Києва. За твердженнями колишнього голови Служби безпеки України Леоніда Деркача у 1998 році був ще живий.

### Статті
- Дмитрук К. Є. Уніатська церква на службі реакції // Український історичний журнал — 1973. — № 12.
- Дмитрук К. Є. Хто такі дивізійники?// «Вісті з України» № 18, 21, 22 за 1979 р.
- Дмитрук К. Є. Гітлерівські провокатори на службі у нових хазяїв // Пост ім. Я. Галана — Львів: Каменяр, 1979 р.

### Книги

#### Українською мовою
- Дмитрук К. Є. Безбатченки. Правда про участь буржуазних націоналістів і церковних ієрархів у підготовці нападу фашистської Німеччини на СРСР — Львів: Каменяр, 1972.
- Дмитрук К. Є. Безбатченки. Правда про участь буржуазних націоналістів і церковних ієрархів у підготовці нападу фашистської Німеччини на СРСР — Львів: Каменяр, 1974.
- Дмитрук К. Є. Під чорними сутанами. Правда про зв'язки ієрархії уніатської церкви з фашистськими загарбниками.- Киев: 1975.
- Дмитрук К. Є. Під штандартами реакції і фашизму. Крах антинародної діяльності уніатської та автокефальної церков — Київ: Наукова думка, 1976.
- Дмитрук К. Є. Кому служили і служать зрадники з так званої автокефалії — Київ: Політвидав, 1977.
- Дмитрук К. Є. Безбатченки: Документально-публіцистичний нарис — Київ: Дніпро, 1980.
- Дмитрук К. Є. Приречені: Буржуазні націоналісти та уніатські провокатори на послугах фашизму та імперіалістичної реакції — Львів: Каменяр, 1981.
- Дмитрук К. Є. Свастика на сутанах — Київ: Політвидав, 1973.
- Дмитрук К. Є. Жовто-блакитні банкроти: Документальні нариси, памфлети, публіцистичні статті — Київ: Дніпро, 1982.
- Дмитрук К. Є. В одній імперіалістичній упряжці: Антинародна суть так званого «союзу» українського буржуазного націоналізму і уніатства — Київ: Т-во «Знання» УРСР, 1982.
- Дмитрук К. Є. Корнієнко, капітан держбезпеки: повість — Київ: Дніпро, 1985.
- Дмитрук К. Є. Правда історії і вигадки фальсифікаторів — Київ: Знання УРСР, 1985.

### Англійською мовою
- Dmytruk K. E. In holy robes: (The truth about the contacts between the hierarchy of the uniate church and the nazi aggressors). — Kiev: Ukraina soc, 1978.

#### Російською мовою
- Дмитрук К. Е. Не имеющие Родины: Докум.-публицист. очерк об укр. буржуаз. националистах — Киев: Дніпро, 1984.
- Дмитрук К. Е. Тайна отеля «Ост»: Повесть — Киев: Политиздат Украины, 1986.
- Дмитрук К. Е.Униатские крестоносцы: вчера и сегодня: Греко-католич. церковь на землях Украины и Белоруссии — Москва: Политиздат, 1988. ISBN 5-250-00221-8.
- Дмитрук К. Е. С крестом и трезубцем — Москва: Политиздат, 1979 (переиздано в 1980).

## Літературна діяльність
У 1980-ті роки написав роман у трьох частинах «Корнієнко капітан держбезпеки», що видавався російською і українською мовами. Роман розповідає про боротьбу радянських органів держбезпеки з українським національно-визвольним рухом.

## Нагороди
- Лауреат премії імені Ярослава Галана.